# Schönau an der Triesting
Schönau an der Triesting là một thị trấn ở huyện Baden trong bang Niederösterreich ở nước Áo. Đô thị này có diện tích 8,03 km², dân số năm 2001 là 1879 người.